# Ravenshoe
Ravenshoe (sprich: reɪvənz.hoʊ oder RAYvənz-hoh) ist eine Kleinstadt im Nordosten des australischen Bundesstaates Queensland. Sie liegt in den Atherton Tablelands, 123 km südwestlich von Cairns am Kennedy Highway. Bei der Volkszählung 2021 wurden 786 Einwohner gezählt.
Die Stadt liegt auf 930 m und ist damit die höchstgelegene Stadt in Queensland. Sie besitzt auch Queenslands höchstgelegenes Pub, The Top Pub, und den höchstgelegenen Bahnhof des Staates. Schräg gegenüber dem Top Pub ist Win’s Gallery, wo Holzschnitzereien aus der Region und die Gemälde von Winsone Board ausgestellt sind. Es gibt dort auch die Millstream Falls, die breitesten Wasserfälle Australiens.
Der wichtigste Wirtschaftszweig war die Holzverarbeitung, aber 1987 erklärte die Regierung 9000 km² des umgebenden tropischen Regenwaldes zum Weltnaturerbe Wet Tropics of Queensland. Seitdem lebt die Stadt hauptsächlich vom Tourismus sowie der Fleisch- und Milchverarbeitung.

## Geschichte
Ravenshoe wurde 1881 von John Moffat als Siedlung für die Holzwirtschaft gegründet, nachdem William Mazlin dort eine große Anzahl Zedern entdeckt hatte. Auch musste Wohnraum für die wegen des „Zinnrausches“ in benachbarten Siedlungen Herberton und Irvinebank geschaffen werden. Die Stadt Cairns gründete man, weil sich im Tafelland damals eine aufstrebende Wirtschaft entwickelte und ein Hafen zum Export von Zinn und Hanf benötigt wurde. Die erste Sägemühle wurden in Ravenshoe 1899 gebaut.
Ravenshoe war seit dem 11. Dezember 1916 mit Cairns durch eine Eisenbahnstrecke verbunden.

## Sehenswürdigkeiten
Um Ravenshoe gibt es Wasserfälle, Kraterseen, Sümpfe, Wanderwege, Wasserlöcher, Regenwald und historische Landmarken. Darüber hinaus hat die Kleinstadt eine Reihe von Galerien und örtliches Kunsthandwerk. Der Windpark Windy Hill Wind Farm, der der Stawell Co. gehört, liefert (zusammen mit dem Koombooloomba-Staudamm) genug elektrische Energie für mehrere Städte. Die Ravenshoe Steam Railway verbindet die Kleinstadt mit Tumoulin.
Um Ravenshoe finden sich auch sehr viele Pflanzen- und Tierarten, zum Beispiel ein Dutzend verschiedene Spezies von Possum und verschiedene Känguruarten, sowie eine immense Anzahl von Vogelarten.
Es gibt eine Mountainbike-Strecke, die Leute aus den ganzen Atherton Tablelands nutzen, einen Ponyclub und Reitwege.

## Wanderungen
Die Wanderwege der Misty Mountain Wilderness durchqueren den Tully-Gorge-, Tully-Falls- und den Wooroonooran-Nationalpark. Darunter gibt es auch Wege zu den Millstream Falls und den Little Millstream Falls.

## Einrichtungen und Geschäfte
Ravenshoe besitzt eine bekannte Bäckerei, einen IGA-Supermarkt, ein Postamt, ein Ärztezentrum, einen Videoshop, einen Mitre-10-Baumarkt, ein Retravision, zwei Grundschulen (Ravenshoe State School und St. Teresa's Primary School), sowie eine weiterführende Schule (Ravenshoe State High School). 
Es gibt Pläne, ein Sport- und Erholungszentrum zu bauen, weil die Lage der Stadt in den Bergen in über 900 m Höhe gute Trainingsmöglichkeiten für Leistungssportler bietet. Auch soll ein 50-m-Schwimmbecken entstehen. (Stand: 2007)

## Lokale Sagen
Man sagt, im Malaan Rainforest lebe ein Yowie, der als Malaan Monster bekannt ist. Seit Jahren geben mehrere Leute an, es gesehen zu haben. Auch soll eine Großkatze in den Regenwäldern leben. Im Wasserloch Army Hole, das während des Zweiten Weltkrieges als Schwimmteich für die Armee diente, sollen die Geister der über die Jahre dort Ertrunkenen spuken.